# Fouzilhon
Fouzilhon (okzitanisch Fosilhon) ist ein südfranzösischer Ort und eine Gemeinde (commune) mit 247 Einwohnern (Stand 1. Januar 2022) im Département Hérault in der Region Okzitanien.

## Lage und Klima
Der auf einer vom Flüsschen Lène umflossenen kleinen Bergkuppe gelegene Ort Fouzilhon befindet sich gut 21 km (Fahrtstrecke) nördlich von Béziers in einer Höhe von ca. 160 m. Das in hohem Maße vom Mittelmeer beeinflusste Klima ist mild bis warm; Regen (ca. 680 mm/Jahr) fällt überwiegend im Winterhalbjahr.

## Bevölkerungsentwicklung
| Jahr                      | 1800 | 1851 | 1901 | 1954 | 1999 | 2018 |
| Einwohner                 | 105  | 122  | 160  | 180  | 146  | 248  |
| Quelle: Cassini und INSEE |      |      |      |      |      |      |

Trotz der Mechanisierung der Landwirtschaft ist die Einwohnerzahl der Gemeinde im 20. Jahrhundert in etwa konstant geblieben.

## Wirtschaft
In der Umgebung des Ortes wird vorwiegend Wein angebaut.

## Sehenswürdigkeiten
- Der Ort ist auf kreisrundem Grundriss erbaut (circulade); die Häuser bilden eine Art Verteidigungsring.
- Die kleine, aus Bruchsteinen errichtete Église de Saint-Étienne trägt romanische Züge, obwohl die Bauzeit unklar ist. Die im unteren Teil polygonal ummantelte Apsis wurde später in halbrunder Form erhöht. Ganz oben befindet sich ein kleiner Glockenkäfig.[1]
- Auf den Resten der ehemaligen Ortsbefestigung steht eine Sonnenuhr.